# 3936 Elst
3936 Elst је астероид главног астероидног појаса са средњом удаљеношћу од Сунца која износи 2,428 астрономских јединица (АЈ).
Апсолутна магнитуда астероида је 13,0.